# Makarapa

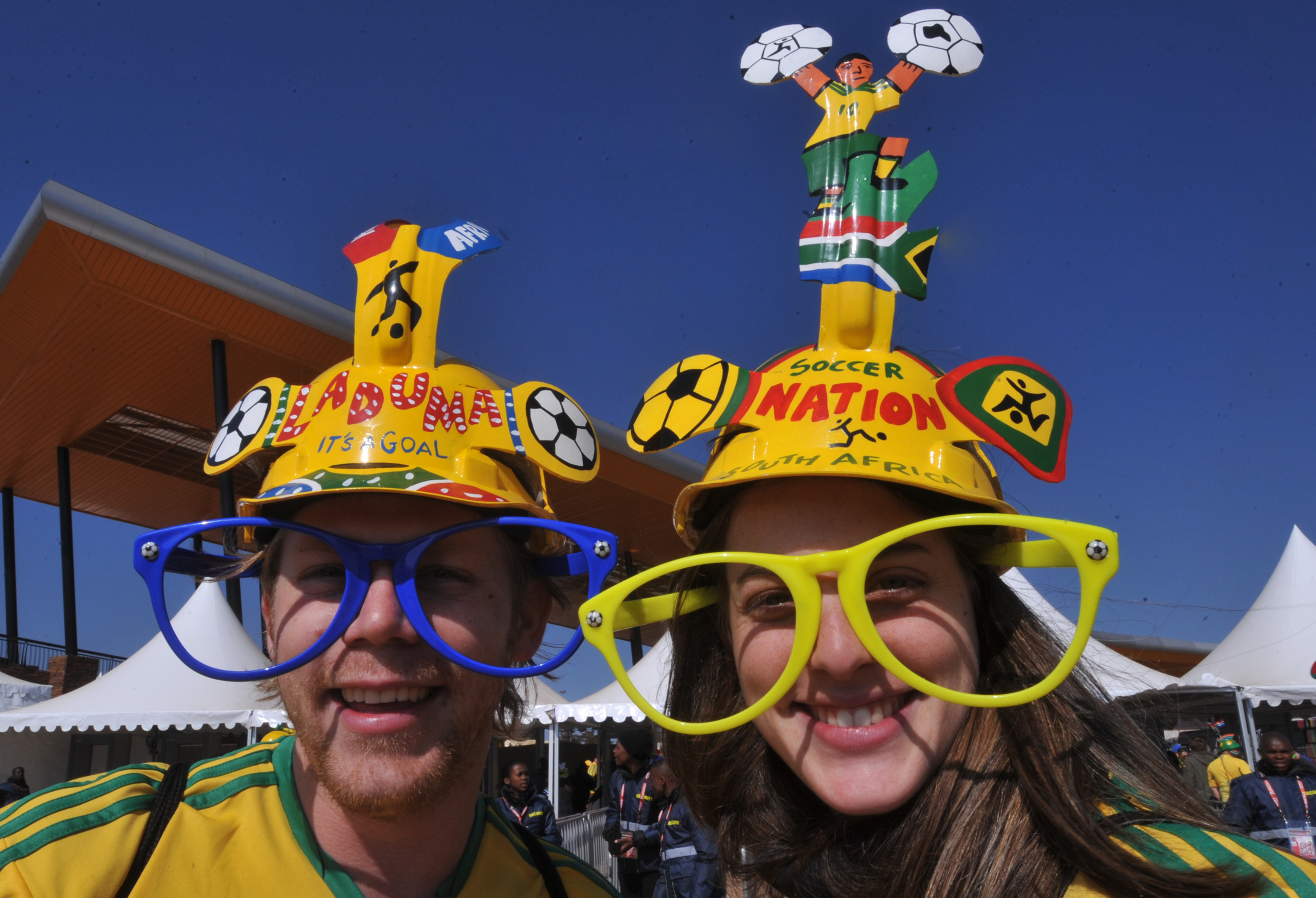
Två sydafrikanska fotbollssupportrar iklädda varsin makarapa.

Makarapa är en modifierad och målad skyddshjälm av plast som började bäras av fotbollssupportrar i Sydafrika. Ur hjälmarna klipps mönster, andra plastfigurer limmas eller smälts fast på hjälmen och den målas för att hylla supporterns fotbollslag. Tillsammans med makarapan bär supportrarna ofta även stora färggranna solglasögon och sköldar med lagets namn. Upphovsmannen till makarapan som en del av supporterkulturen är Alfred "Lux" Baloyi och han är ägare till varumärket Original Baloyi Makarapa. Det började med att han bar hjälm när han såg fotbollsmatcher för att skydda sig från de föremål som kastades av åskådarna och han började snart att smycka sin hjälm. Sedan dess finns det många makarapamakare i Sydafrika som designar och säljer makarapas till idrottssupportrar. I samband med världsmästerskapet i fotboll 2010 i Sydafrika började det tillverkas makarapor till den internationella publiken. I september 2009 fick FIFAs ordförande Sepp Blatter en makarapa i gåva.